# Dempo SC
Dempo Sports Club jest indyjskim klubem piłkarskim z siedzibą w Panaji.

## Historia
Klub Dempo Sports Club założony został 1961 jako Clube Desportivo de Bicholim.

## Sukcesy

### I-League
3: 2007/2008 - 2009/2010 - 2011/2012

### National Football League
2: 2005 - 2007

### Durand Cup
1: 2006

### Federation Cup
1: 2004

## Obecny skład
| Nr | Poz. | Piłkarz                 |
| -- | ---- | ----------------------- |
| 1  | BR   | Subhasish Roy Chowdhury |
| 2  | OB   | Debabrata Roy           |
| 5  | OB   | Simon Colosimo          |
| 6  | PO   | Peter Carvalho          |
| 7  | PO   | Godwin Franco           |
| 8  | OB   | Jessel Carneiro         |
| 11 | PO   | Beto                    |
| 11 | NA   | Jeje Lalpekhlua         |
| 15 | PO   | Clifford Miranda        |
| 16 | OB   | Samir Subash Naik       |
| 17 | PO   | Sanju Pradhan           |
| 18 | OB   | Zohib Islam Amiri       |
| 19 | PO   | Romeo Fernandes         |
| 20 | NA   | Tolgay Özbey            |
| 22 | PO   | Mandar Rao Desai        |

| Nr | Poz. | Piłkarz               |
| -- | ---- | --------------------- |
| 23 | PO   | Jewel Raja            |
| 25 | OB   | Selwyn Fernandes      |
| 26 | OB   | Prathamesh Maulingkar |
| 27 | NA   | Joy Ferrao            |
| 31 | BR   | Tyson Caiado          |
| 33 | BR   | Laxmikant Kattimani   |
| 34 | NA   | Myron Fernandes       |
| 36 | OB   | Prabir Das            |
| 37 | OB   | Shallum Pires         |
| 38 | PO   | Sahil Tavora          |
| 39 | PO   | Alwyn George          |
| 41 | NA   | Holicharan Narzary    |
| 42 | OB   | Narayan Das           |
| 43 | PO   | Pronay Halder         |
| 44 | NA   | Aniston Fernandes     |

### Numery na emeryturze
| Nr | Poz. | Piłkarz          |
| -- | ---- | ---------------- |
| 10 | NA   | Cristiano Junior |

## Kluby zrzeszone
- FC Midtjylland